# Tuckahoe (Virgínia)
Tuckahoe é uma Região censo-designada localizada no estado norte-americano de Virginia, no Condado de Henrico.

## Demografia
Segundo o censo norte-americano de 2000, a sua população era de 43.242 habitantes.

## Geografia
De acordo com o United States Census Bureau tem uma área de
56,1 km², dos quais 53,3 km² cobertos por terra e 2,8 km² cobertos por água.

## Localidades na vizinhança
O diagrama seguinte representa as localidades num raio de 12 km ao redor de Tuckahoe.